# É Com Este Que Eu Vou
É Com Este Que Eu Vou é um filme brasileiro de 1948 do gênero comédia e musical, dirigido por José Carlos Burle e produzido pelo estúdio Atlântida Cinematográfica.

## História
O filme conta com a dupla Oscarito e Grande Otelo, estrelas da época, e foi um sucesso de público. Sua cena inicial foi escrita para ser uma crítica à indústria cinematográfica brasileira que priorizava a história americana em detrimento da própria história e contos.
Emilinha Borba, eleita posteriormente Rainha do Rádio, em sua atuação no filme com o dueto junto de Ruy Rey cantou a canção “Tico-tico na rumba”, que despontou como um dos sucessos do ano de 1948.

## Elenco
- Oscarito - Oscar e Osmar[1]
- Grande Otelo - Lamparina[1]
- Humberto Catalano - André, Secretário de Osmar[1]
- Marion - Marina[1]
- Heloísa Helena - Frou-Frou[1]
- Adelaide Chiozzo[6]
- Emilinha Borba
- Ruy Rey
- Horacina Corrêa
- Darcy Cazarré
- Mara Rúbia
- Dinah Mezzomo
- Ivon Curi
- Madame Lou
- Zizinha Macedo